# Дьєрдь Радо
Дьєрдь Радо (10 жовтня 1912, Будапешт — 2 липня 1994, там само) — угорський історик літератури, перекладач, член Угорського товариства ім. А. Міцкевича.

## Біографія
Народився в єврейській родині. У 1919 році він з батьками перейшов до римо-католицької релігії.
- У 1934 році закінчив Будапештський університет.
- 1949—1952 — референт у справах культурних зв'язків з СРСР.
- У 1966 році став головою комітету з історії перекладу Міжнародної федерації перекладачів.

Він перекладав, зокрема, польську поезію, є також перекладачем з української літератури, належить до найкращих україністів Угорщини[джерело?].